# 김종영
김종영(한국 한자: 金鍾瑛, 1915년 ~ 1982년)은 대한민국의 조각가이다.

## 생애 및 작품
경상남도 창원 소답 출신으로 1941년 일본 도쿄미술학교(東京美術學校)를 졸업하였다. 1953년의 제2회 국전에서 시작하여 오랫동안 국전 심사위원을 지냈다. 1949년 이래 서울대학교 미술대학에 재직하여 동 교수와 학장을 역임했다. 1956년에 발족된 한국미술협회의 창립회원이며 서울시 문화위원이기도 하다. 1953년 영국에서 열린 국제조각대회에서 입상한 것을 필두로 1954년 가톨릭성미전(聖美展), 같은 해에 벨기에 만국박람회에 출품, 1959년 조각개인전 및 3·1독립선언기념상을 제작하는 등 오랜 작품생활을 하였다.
그가 태어나고 자란 집( 등록문화재 제200호)과 그 일대의 고가 지역은 그의 증조부인 김영규(1857-1931, 구한말 사헌부 감찰, 함안군수, 진남군수 종이품, 참판 장례원 전사 역임)가 세운 것으로 동요 고향의 봄의 무대로 알려져있다.
작품으로 〈여인좌상〉, 〈새〉, 〈이브〉, 〈황혼〉, 〈소립상(小立像)〉, 〈앉아 있는 여인〉 등이 있다.